# São João de Iracema (kommun)
São João de Iracema är en kommun i Brasilien.   Den ligger i delstaten São Paulo, i den södra delen av landet, 600 km söder om huvudstaden Brasília. Antalet invånare är 1 780.
Följande samhällen finns i São João de Iracema:
- São João de Iracema

Omgivningarna runt São João de Iracema är en mosaik av jordbruksmark och naturlig växtlighet. Runt São João de Iracema är det glesbefolkat, med 14 invånare per kvadratkilometer.